# Guzmania alborosea
Guzmania alborosea är en gräsväxtart som beskrevs av Hans Edmund Luther. Guzmania alborosea ingår i släktet Guzmania och familjen Bromeliaceae. Inga underarter finns listade i Catalogue of Life.